# Dolní Lomná
Dolní Lomná település Csehországban, a Frýdek-místeki járásban. Dolní Lomná Horní Lomná, Bocanovice, Košařiska, Milíkov, Návsí, Jablunkov, Mosty u Jablunkova, Morávka és Trencsénrákó településekkel határos. Lakosainak száma 920 fő (2024. január 1.).

## Népesség
A település lakosságának változását az alábbi diagram mutatja:
| Lakosok száma | 661  | 857  | 891  | 1051 | 918  | 867  | 900  | 917  | 927  | 920  |
|               | 1869 | 1890 | 1921 | 1950 | 1980 | 2001 | 2017 | 2019 | 2022 | 2024 |